# Peukolaos
Peukolaos war ein indo-griechischer König, der im ersten vorchristlichen Jahrhundert regierte. Er wird meist um 90 v. Chr. angesetzt und regierte anscheinend in der Region von Gandhara und Arachosien. Peukolaos ist nur von wenigen Münzen bekannt, so dass angenommen werden kann, dass er nur kurze Zeit regierte. 
Sein Name bedeutet vielleicht der Mann von Pushkalavati. Pushkalavati war eine bedeutende Stadt östlich von Kabul.